# 동동 (고려가요)
〈동동〉(動動)은 고려가요로 당시 민간에 유행하던 월령체(月令體)의 노래다. 민간에 송도체(頌禱體)의 가요로 구전되어 오다가 조선시대에 들어와서 《악학궤범》에 채집되어 실렸는데 고려시대로부터 조선을 통해 묘정(廟庭)에서 〈아박〉(牙拍)과 함께 불렸다. 지은이와 지은 때는 미상이고, 내용은 일년 열두달의 자연 정경에 비기어 남녀간의 애정을 읊은 것인데, 조선 중종 때 〈정읍사〉와 함께 음사라 하여 폐지되고 신제악장(新制樂章)과 대치되었으며, 형식은 모두 13연으로 매연 4구로 이루어졌는데 첫연은 서사(序詞)로 시작되고 남은 12연은 정월부터 12월까지 월령체로 배열되었다. 이 노래는 조선시대 〈농가월령가〉(農歌月令歌)와 같은 월령체의 기원이라는 데 의의가 있으며, 한국적 내면의 함축미를 담은 애정의 일대 파노라마를 이룬다. 서사와 5월의 노래를 보면 다음과 같다. “덕으란 곰배예 받잡고 福으란 림배예 받잡고 德이여 福이라 호날 나아라 오소이다. 아으 動動다리.” “5월 5일애 아으 수릿날 아참 藥은 즈므핼 長存 하샬 藥이라 받잡노이다 아으 動動다리.”